# Firuzabad
Firuzabad (Perzisch: فيروزآباد) is een stad in de Iraanse provincie Fars. De stad telde in 2006 58.210 inwoners.

## Oudheid

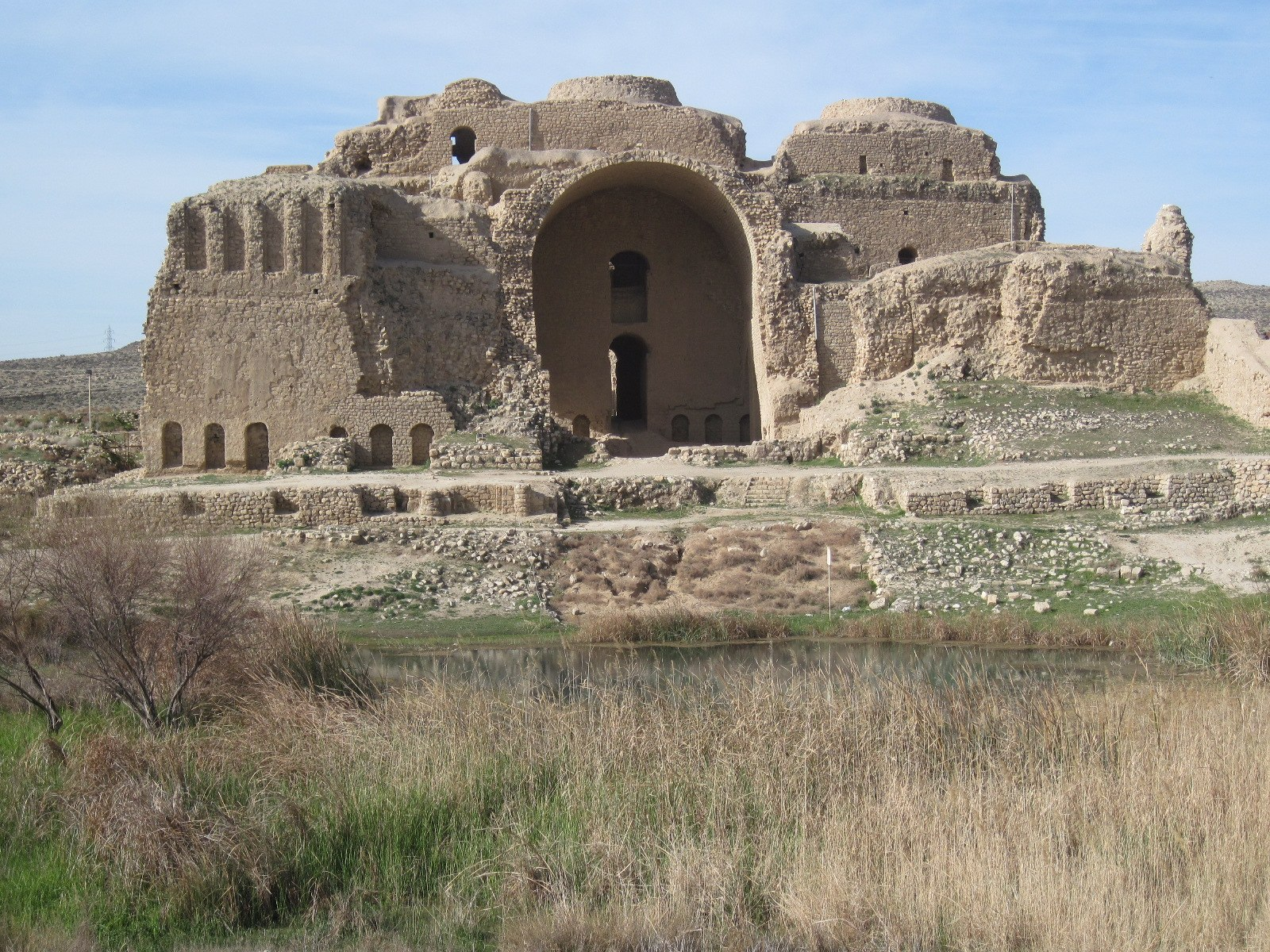
Het paleis van Ardashir

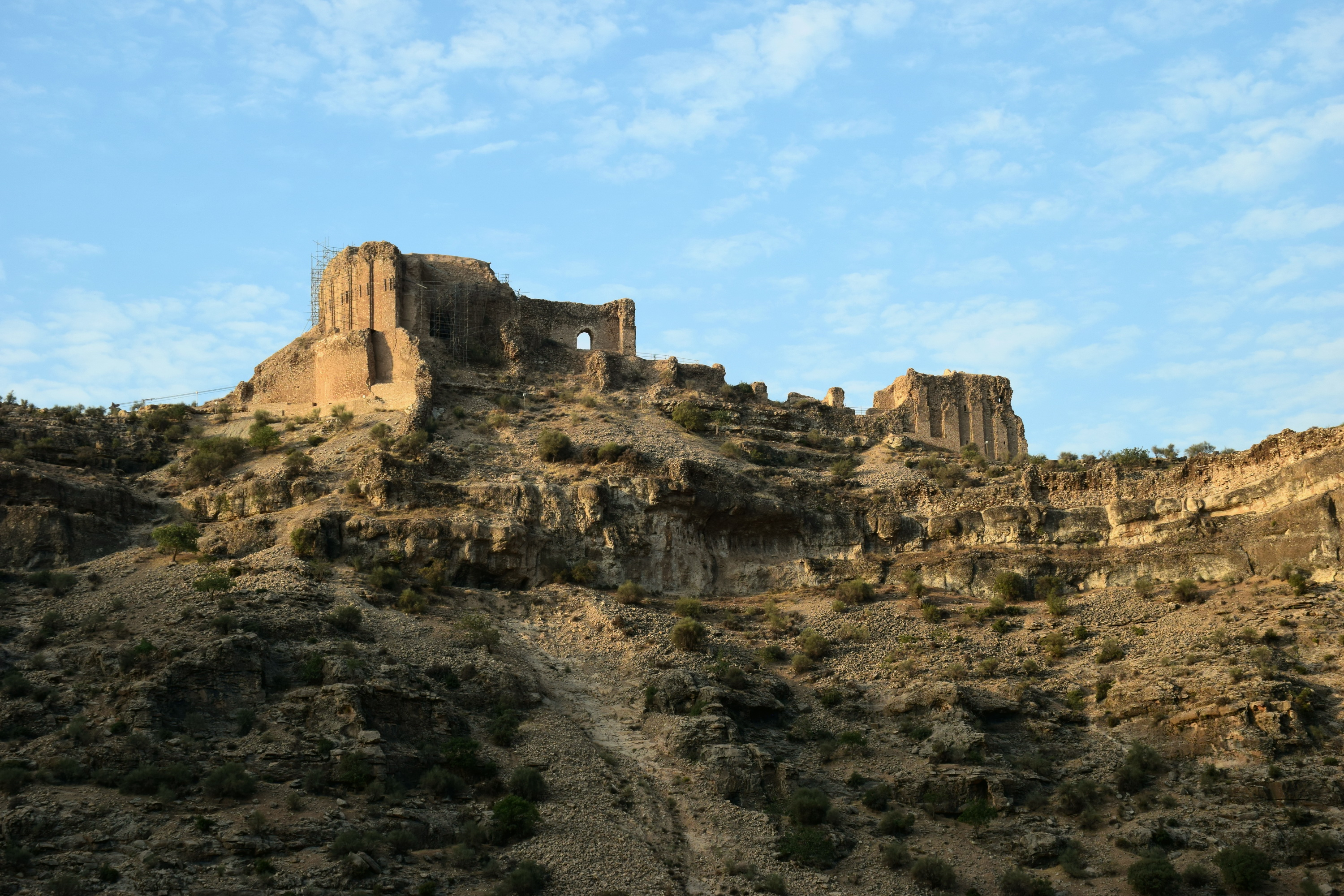
Het paleis van de dochter

Nabij de moderne stad zijn de ruïnes van de stad gesticht door de Sassanidische koning Ardashir I. Hij liet deze stad bouwen op de plaats waar hij zijn beslissende overwinning op de Arsaciden behaalde. Deze stad werd gebouwd op de plaats van een eerdere stad van de Achaemeniden. Ardashir liet twee paleizen bouwen in Firuzabad. Op de weg naar Firuzabad zijn enkele reliëfs gebeeldhouwd. Een 20 m lang reliëf toont in drie scènes de overwinning van Ardashir op Artabanus IV, zijn zoon Shapur die een minister van Artabanus verslaat en een Sassanidische soldaat die een Arsacidische soldaat bij de nek grijpt. Nabij bevindt zich een reliëf waarop wordt getoond hoe de god Ahoera Mazda Ardashir kroont.

### Paleis van Ardashir
Het gaat om een rechthoekig complex met een hoge iwan en een overkoepelde ontvangstzaal.

### Paleis van de dochter
Dit paleis (Qal'eh-ye Dokhtar) was versterkt en had een dubbele functie als fort en als paleis. Het is gebouwd op een steile rots in een kloof, die de toegang tot de stad bewaakte. Het paleis heeft drie niveaus die met elkaar verbonden zijn door een muur. Op het hoogste niveau bevond zich een koepelzaal als verblijf van de koning.

### Vuurtempel
De vuurtempel, belangrijk in het zoroastrisme, is gebouwd op een stenen sokkel. De tempel is de grootst bewaarde vuurtempel van de Sassaniden en heeft zijden van 26 m breed en is 10 m hoog. In een van de zijden is een 11 m brede opening met boog. Naast de tempel is op de sokkel een toren gebouwd waarop het vuur aan het volk werd getoond.